# Drăgușeni (Iași)
Pour les articles homonymes, voir Drăgușeni.
Drăgușeni est une commune roumaine située dans le județ de Iași.